# Обретен Евстатиев
Обретен Евстатиев Лозанов е български диригент, капелмайстор и композитор.

## Биография
Обретен Евстатиев е роден в Лом през 1891 година. Завършва Педагогическата гимназия в родния си град.
През Балканската война е доброволец в Македоно-одринското опълчение, в 7-а Кумановска дружина Постъпва в Държавното музикално училище в София със специалност цигулка. 
Участва в Първата световна война като военен капелмайстор в Единадесета пехотна македонска дивизия.
Създава първия духов фанфарен оркестър в София. Капелмайстор е в Кюстендил, Видин и Белоградчик. Диригент на голям духов оркестър към МВР в София от 1939 година. Умира през 1946 година.